# 1013.
◄ | 10. stoljeće | 11. stoljeće | 12. stoljeće | ►
◄ | 980-ih | 990-ih | 1000-ih | 1010-ih | 1020-ih | 1030-ih | 1040-ih | ►
◄◄ | ◄ | 1010. | 1011. | 1012. | 1013. | 1014. | 1015. | 1016. | ► | ►►
Arhitektura • Astronomija • Knjige • Književnost • Kršćanstvo • Pravo • Promet • Znanost

## Rođenja
- 18. srpnja - Hermann od Reichenaua - njemački redovnik i učenjak († 1054.)

## Vanjske poveznice
|  | Zajednički poslužitelj ima još gradiva o temi 1013. |